# Aspergillus proliferans
Aspergillus proliferans är en svampart som beskrevs av G. Sm. 1943. Aspergillus proliferans ingår i släktet Aspergillus och familjen Trichocomaceae.   Inga underarter finns listade i Catalogue of Life.